# Christian Sabatié
Pas d'image ? Cliquez ici

a Compétitions nationales et continentales officielles uniquement.

b Matchs officiels uniquement.
Christian Sabatié, né le 20 juin 1941 à Allez-et-Cazeneuve (Lot-et-Garonne), est un joueur international français de rugby à XIII évoluant au poste de pilier dans les années 1960 et 1970. Son fils, Pierre Sabatié, est également joueur international français de rugby à XIII.
Enfant d'Allez-et-Cazeneuve, il découvre le rugby à XIII dans la commune voisine au club de Sainte-Livrade XIII avant de parfaire sa formation dans le grand club de la région l'U.S. Villeneuve en junior avec à ses côtés les frères Christian et Jean-Pierre Clar, et Jacques Gruppi. Rapidement intégré à l'équipe première où il joue toute sa carrière sportive, C. Sabatié sous la houlette, entre autres, de Jep Lacoste, réalise le doublé Championnat de France 1964-Coupe de France 1964, ainsi que de nombreuses autres finales entre 1962 et 1975, en ayant pour coéquipiers les précités ainsi que Daniel Pellerin, Raymond Gruppi, Jacques Dubon, Jacques Merquey et Gérard Crémoux.
Ses performances remarquées en club l'amènent à être durant plusieurs années titulaire au poste de pilier de l'équipe de France avec la Tournée de 1964 et deux participations à la Coupe du monde en 1968 et 1970, prenant une part active aux côtés de Jean Capdouze et Georges Aillères au beau parcours de la sélection en 1968 les emmenant en finale, perdue contre l'Australie. Sous ce même maillot bleu, il connaît des victoires prestigieuses contre les meilleures sélections du monde : l'Australie, la Grande-Bretagne, la Nouvelle-Zélande, l'Angleterre et le pays de Galles.

## Biographie
Sabatié a joué sous les couleurs de Villeneuve-sur-Lot, avec lequel il reportait un triple historique . Dans la vie civile, il travaille comme mécanicien. Son fils, Pierre Sabatié, est également joueur de rugby à XIII international français.

### 1968: finaliste de la Coupe du monde
En mai-juin 1968, l’Australie et la Nouvelle-Zélande organisent la quatrième édition de la Coupe du monde de rugby à XIII, compétition créée en 1954 sous l'impulsion de l'ancien président de la fédération française Paul Barrière en invitant les trois autres nations majeures de rugby à XIII : l'Australie, la Grande-Bretagne et la Nouvelle-Zélande. Ce concept est maintenu depuis à intervalle irrégulier avec ces quatre mêmes nations. Christian Sabatié est sélectionné au poste de pilier par Antoine Jimenez et entraîné par Jep Lacoste pour cette édition aux côtés de ses coéquipiers villeneuvois Jean-Pierre Clar, Jacques Gruppi et Daniel Pellerin,.
Christian Sabatié prend part au poste de pilier au match d'ouverture de la Coupe du monde contre la Nouvelle-Zélande le 25 mai 1968 au Carlaw Park en banlieue d'Auckland devant près de 18 000 spectateurs. L'adversaire néo-zélandais perd dès la 12e minute leur joueur Brian Lee, expulsé définitivement pour une manchette sur André Ferren, et dut évoluer en infériorité numérique toute la rencontre. Le demi français Jean Capdouze livre alors un duel de buteurs contre son homologue Ernie Wiggs avant de marquer un essai à la suite d'une relance de Jean-Claude Cros et d'une percée de Jean-Pierre Lecompte épaulé par Michel Molinier pour emmener J. Capdouze à marquer entre les poteaux. Dès lors, malgré une supériorité en mêlée fermée des Néo-Zélandais, la France conserve son avance jusqu'à la fin du match pour s'imposer 15-10.
La seconde rencontre face à la Grande-Bretagne s'avère être décisive pour une place en finale à la suite de la défaite de cette dernière face au grand favori australien. Programmée en Nouvelle-Zélande, les deux équipes s'affrontent le 1er juin 1968 au Carlaw Park devant près de 15 000 spectateurs. Un temps pluvieux sévit sur la pelouse qui rend impossible la tenue d'un jeu ordonné. Devant cette difficulté, les Britanniques mènent 2-0 à la mi-temps sur une pénalité de Bev Risman. Mais la seconde mi-temps tourne à l'avantage des Français forts d'un pack d'avants dominant et du jeu au pied de J. Capdouze, Roger Garrigue et Jean-Pierre Clar, et les Français parviennent à s'imposer sur un essai de Jean-René Ledru pour porter le score final à 7-2. La France se qualifie pour la finale pour la seconde fois de son histoire après l'édition de 1954.
Composition de l'équipe de France :
Pour la troisième rencontre de poule, la France va sur les terres australiennes après deux rencontres en Nouvelle-Zélande, celle-ci oppose les deux équipes qualifiées pour la finale le 8 juin 1968, la France et l'Australie. Afin de mieux préparer la finale qui se déroule deux jours après cette rencontre joué au Lang Park de Brisbane, les deux équipes font tourner leurs effectifs, mais C. Sabatié est tout de même aligné. Ce match s'achève sur un score sévère pour la France qui est nettement battue 37-4 et amène l'Australie à se poser comme le grand favori de la finale,.
C. Sabatié se trouve dans le treize titulaire pour cette finale qui se déroule le 10 juin 1968 au Sydney Cricket Ground devant près de 54 000 spectateurs en composant la première ligne française avec Yves Bégou et Georges Aillères. Dans un stade acquis à sa cause, l'Australie, dirigée par la charnière Billy Smith et Bob Fulton, réalise une haute performance en dominant l'équipe de France grâce à un jeu varié, dynamique et une domination territoriale. Les Français subissent le jeu australien malgré la vaillance de sa défense. Battue 20-2, C. Sabatié, victime d'une fracture aux côtes dans cette finale, et la France terminent ainsi vice-champions du monde et espèrent entrevoir par cet exploit la volonté d'un renouveau du rugby à XIII dans son pays.

## Palmarès
- Collectif :
  - Vainqueur du Championnat de France : 1964 (Villeneuve).
  - Vainqueur de la Coupe de France : 1964 (Villeneuve).
  - Finaliste de la Coupe du monde : 1968 (France).
  - Finaliste du Championnat de France : 1965 et 1974 (Villeneuve).
  - Finaliste de la Coupe de France : 1966, 1969, 1970 et 1972 (Villeneuve).

### Coupe du monde
| Édition         | Rang      | Résultats France | Résultats Sabatié | Matchs Sabatié |
| --------------- | --------- | ---------------- | ----------------- | -------------- |
| Australie 1968  | Finaliste | 2 v, 0 n, 2 d    | 2 v, 0 n, 2 d     | 4/4            |
| Angleterre 1970 | Troisième | 1 v, 0 n, 2 d    | 1 v, 0 n, 2 d     | 3/3            |

Légende : v = victoire ; n = match nul ; d = défaite.

### Détails en sélection
| Matchs internationaux de Christian Sabatié | Matchs internationaux de Christian Sabatié | Matchs internationaux de Christian Sabatié | Matchs internationaux de Christian Sabatié | Matchs internationaux de Christian Sabatié | Matchs internationaux de Christian Sabatié | Matchs internationaux de Christian Sabatié | Matchs internationaux de Christian Sabatié | Matchs internationaux de Christian Sabatié | Matchs internationaux de Christian Sabatié | Matchs internationaux de Christian Sabatié | Matchs internationaux de Christian Sabatié |
|                                            | Date                                       | Adversaire                                 | Résultat                                   | Compétition                                | Poste                                      | Points                                     | Essais                                     | Pen.                                       | Drops                                      |                                            |                                            |
| ------------------------------------------ | ------------------------------------------ | ------------------------------------------ | ------------------------------------------ | ------------------------------------------ | ------------------------------------------ | ------------------------------------------ | ------------------------------------------ | ------------------------------------------ | ------------------------------------------ | ------------------------------------------ | ------------------------------------------ |
| sous les couleurs de la France             |                                            |                                            |                                            |                                            |                                            |                                            |                                            |                                            |                                            |                                            |                                            |
| 1.                                         | 25 juillet 1964                            | Nouvelle-Zélande                           | 16-24                                      | Tournée                                    | Talonneur                                  | -                                          | -                                          | -                                          | -                                          |                                            |                                            |
| 2.                                         | 1er août 1964                              | Nouvelle-Zélande                           | 8-18                                       | Tournée                                    | Talonneur                                  | -                                          | -                                          | -                                          | -                                          |                                            |                                            |
| 3.                                         | 15 août 1964                               | Nouvelle-Zélande                           | 2-10                                       | Tournée                                    | Talonneur                                  | -                                          | -                                          | -                                          | -                                          |                                            |                                            |
| 4.                                         | 14 novembre 1965                           | Nouvelle-Zélande                           | 14-3                                       | Test-match                                 | Pilier                                     | -                                          | -                                          | -                                          | -                                          |                                            |                                            |
| 5.                                         | 28 novembre 1965                           | Nouvelle-Zélande                           | 6-2                                        | Test-match                                 | Pilier                                     | -                                          | -                                          | -                                          | -                                          |                                            |                                            |
| 6.                                         | 12 décembre 1965                           | Nouvelle-Zélande                           | 28-5                                       | Test-match                                 | Pilier                                     | -                                          | -                                          | -                                          | -                                          |                                            |                                            |
| 7.                                         | 16 janvier 1966                            | Grande-Bretagne                            | 18-13                                      | Test-match                                 | Pilier                                     | -                                          | -                                          | -                                          | -                                          |                                            |                                            |
| 8.                                         | 17 décembre 1967                           | Australie                                  | 7-7                                        | Test-match                                 | Pilier                                     | -                                          | -                                          | -                                          | -                                          |                                            |                                            |
| 9.                                         | 24 décembre 1967                           | Australie                                  | 10-3                                       | Test-match                                 | Pilier                                     | -                                          | -                                          | -                                          | -                                          |                                            |                                            |
| 10.                                        | 7 janvier 1968                             | Australie                                  | 16-13                                      | Test-match                                 | Pilier                                     | -                                          | -                                          | -                                          | -                                          |                                            |                                            |
| 11.                                        | 11 février 1968                            | Grande-Bretagne                            | 13-22                                      | Test-match                                 | Pilier                                     | 3                                          | 1                                          | -                                          | -                                          |                                            |                                            |
| 12.                                        | 2 mars 1968                                | Grande-Bretagne                            | 8-19                                       | Test-match                                 | Pilier                                     | -                                          | -                                          | -                                          | -                                          |                                            |                                            |
| 13.                                        | 25 mai 1968                                | Nouvelle-Zélande                           | 15-10                                      | Coupe du monde                             | Pilier                                     | -                                          | -                                          | -                                          | -                                          |                                            |                                            |
| 14.                                        | 2 juin 1968                                | Grande-Bretagne                            | 7-2                                        | Coupe du monde                             | Pilier                                     | -                                          | -                                          | -                                          | -                                          |                                            |                                            |
| 15.                                        | 8 juin 1968                                | Australie                                  | 4-37                                       | Coupe du monde                             | Pilier                                     | -                                          | -                                          | -                                          | -                                          |                                            |                                            |
| 16.                                        | 10 juin 1968                               | Australie                                  | 2-20                                       | Coupe du monde                             | Pilier                                     | -                                          | -                                          | -                                          | -                                          |                                            |                                            |
| 17.                                        | 23 octobre 1969                            | Pays de Galles                             | 8-2                                        | Coupe d'Europe                             | Pilier                                     | -                                          | -                                          | -                                          | -                                          |                                            |                                            |
| 18.                                        | 25 octobre 1969                            | Angleterre                                 | 11-11                                      | Coupe d'Europe                             | Remplaçant                                 | -                                          | -                                          | -                                          | -                                          |                                            |                                            |
| 19.                                        | 25 janvier 1970                            | Pays de Galles                             | 11-15                                      | Coupe d'Europe                             | Pilier                                     | -                                          | -                                          | -                                          | -                                          |                                            |                                            |
| 20.                                        | 15 mars 1970                               | Angleterre                                 | 14-9                                       | Coupe d'Europe                             | Pilier                                     | -                                          | -                                          | -                                          | -                                          |                                            |                                            |
| 21.                                        | 25 octobre 1970                            | Nouvelle-Zélande                           | 15-16                                      | Coupe du monde                             | Pilier                                     | -                                          | -                                          | -                                          | -                                          |                                            |                                            |
| 22.                                        | 28 octobre 1970                            | Grande-Bretagne                            | 0-6                                        | Coupe du monde                             | Pilier                                     | -                                          | -                                          | -                                          | -                                          |                                            |                                            |
| 23.                                        | 1er novembre 1970                          | Australie                                  | 17-15                                      | Coupe du monde                             | Pilier                                     | -                                          | -                                          | -                                          | -                                          |                                            |                                            |
| 24.                                        | 11 novembre 1970                           | Australie                                  | 4-7                                        | Test-match                                 | Pilier                                     | -                                          | -                                          | -                                          | -                                          |                                            |                                            |
| 25.                                        | 7 février 1971                             | Grande-Bretagne                            | 16-8                                       | Test-match                                 | Pilier                                     | -                                          | -                                          | -                                          | -                                          |                                            |                                            |
| 26.                                        | 17 mars 1971                               | Grande-Bretagne                            | 2-24                                       | Test-match                                 | Pilier                                     | -                                          | -                                          | -                                          | -                                          |                                            |                                            |
| 27.                                        | 11 novembre 1971                           | Nouvelle-Zélande                           | 11-27                                      | Test-match                                 | Pilier                                     | -                                          | -                                          | -                                          | -                                          |                                            |                                            |
| 28.                                        | 6 février 1972                             | Grande-Bretagne                            | 9-10                                       | Test-match                                 | Pilier                                     | -                                          | -                                          | -                                          | -                                          |                                            |                                            |
| 29.                                        | 12 mars 1972                               | Grande-Bretagne                            | 10-45                                      | Test-match                                 | Pilier                                     | -                                          | -                                          | -                                          | -                                          |                                            |                                            |

### Détails en club
| Saison    | Saison        | Championnat           | Championnat | Coupe           | Coupe       | Sélection | Sélection | Sélection | Sélection | Sélection | Sélection | Sélection |
| Saison    | Saison        | Comp.                 | Class.      | Comp.           | Class.      | Comp.     | M         | Pts       | Ess.      | Buts      | Dp.       |           |
| --------- | ------------- | --------------------- | ----------- | --------------- | ----------- | --------- | --------- | --------- | --------- | --------- | --------- | --------- |
| 1961-1962 | US Villeneuve | Championnat de France | Finaliste   | Coupe de France |             |           |           |           |           |           |           |           |
| 1962-1963 | US Villeneuve | Championnat de France | 1/4 finale  | Coupe de France |             |           |           |           |           |           |           |           |
| 1963-1964 | US Villeneuve | Championnat de France | Vainqueur   | Coupe de France | Vainqueur   | TO        | 3         | -         | -         | -         | -         |           |
| 1964-1965 | US Villeneuve | Championnat de France | Finaliste   | Coupe de France | 1/8 finale  |           |           |           |           |           |           |           |
| 1965-1966 | US Villeneuve | Championnat de France | Barrage     | Coupe de France | Finaliste   |           | 4         | -         | -         | -         | -         |           |
| 1966-1967 | US Villeneuve | Championnat de France | Barrage     | Coupe de France | 1/8 finale  |           |           |           |           |           |           |           |
| 1967-1968 | US Villeneuve | Championnat de France | 1/4 finale  | Coupe de France | 1/2 finale  | CM        | 9         | 3         | 1         | -         | -         |           |
| 1968-1969 | US Villeneuve | Championnat de France | 1/4 finale  | Coupe de France | Finaliste   |           |           |           |           |           |           |           |
| 1969-1970 | US Villeneuve | Championnat de France | 1/2 finale  | Coupe de France | Finaliste   | CE        | 4         | -         | -         | -         | -         |           |
| 1970-1971 | US Villeneuve | Championnat de France | 1/4 finale  | Coupe de France | 1/8 finale  | CM        | 6         | -         | -         | -         | -         |           |
| 1971-1972 | US Villeneuve | Championnat de France | 1/4 finale  | Coupe de France | Finaliste   |           | 3         | -         | -         | -         | -         |           |
| 1972-1973 | US Villeneuve | Championnat de France | 1/2 finale  | Coupe de France | 1/4 finale  |           |           |           |           |           |           |           |
| 1973-1974 | US Villeneuve | Championnat de France | Finaliste   | Coupe de France | 1/16 finale |           |           |           |           |           |           |           |
| 1974-1975 | US Villeneuve | Championnat de France | 1/2 finale  | Coupe de France | 1/8 finale  |           |           |           |           |           |           |           |
| 1975-1976 | US Villeneuve | Championnat de France | 1/2 finale  | Coupe de France |             |           |           |           |           |           |           |           |